# Leea alata
Leea alata är en vinväxtart som beskrevs av Michael Pakenham Edgeworth. Leea alata ingår i släktet Leea och familjen vinväxter. Inga underarter finns listade i Catalogue of Life.